# Deverra aphylla
Deverra aphylla är en växtart i släktet Deverra och familjen flockblommiga växter. 
Arten är en låg buske som förekommer i Sydafrika och Namibia. Den beskrevs först av Adelbert von Chamisso och Diederich Franz Leonhard von Schlechtendal som Bubon aphyllum, och fick sitt nu gällande namn av Augustin Pyrame de Candolle 1830.